# 中区社区发展理事会

中區

中区社区发展理事会（英語：Central Singapore Community Development Council）是新加坡共和國設立的五個社區發展理事會之一，協助地區政府政策和項目的管理。
截至2015年7月，中區包括：
- 宏茂橋集選區
  - 宏茂橋-後港
  - 靜山-實里達
  - 惹蘭加由
  - 盛港南
  - 德義
  - 楊厝港
- 碧山-大巴窯集選區
  - 碧山東-湯申
  - 碧山北
  - 大巴窯西-馬里士他
  - 大巴窯中
  - 大巴窯東-諾維娜
- 惹蘭勿剎集選區（英语：Jalan Besar GRC）
  - 甘榜格南
  - 哥南亞逸
  - 牛車水-金聲
  - 黃埔
- 丹戎巴葛集選區
  - 波娜維斯達
  - 摩棉-經禧
  - 女皇鎮
  - 亨德申-杜生
  - 丹戎巴葛-中峇魯
- 拉丁馬士單選區（英语：Radin Mas SMC）
- 盛港西單選區
- 波東巴西單選區（英语：Potong Pasir SMC）

## 市長
潘麗萍为现任中区市长。
| # | 名稱   | 選區               | 任期開始      | 任期結束      | 政党       |
| - | ------ | ------------------ | ------------- | ------------- | ---------- |
| 1 | 雅國   | 惹蘭勿剎           | 2001年4月     | 2001年11月    | 人民行动党 |
| 2 | 王志豪 | 若蘭勿剎           | 2001年11月    | 2006年        | 人民行动党 |
| 3 | 再努丁 | 碧山-大巴窯        | 2006年        | 2011年        | 人民行动党 |
| 4 | 陳振泉 | 拉丁馬士           | 2011年5月27日 | 2014年5月26日 | 人民行动党 |
| 5 | 潘麗萍 | 摩棉-加冷 惹蘭勿剎 | 2014年5月27日 | 現任          | 人民行动党 |

## 外部連結
- 中區社區發展理事會（页面存档备份，存于）

1°17′16″N 103°51′07″E / 1.28778°N 103.85194°E